# クレイジー・バカンス ツイてない女たちの南国旅行
『クレイジー・バカンス ツイてない女たちの南国旅行』（クレイジーバカンス ツイてないおんなたちのなんごくりょこう、Snatched）は2017年のアメリカ合衆国のコメディ映画。監督はジョナサン・レヴィン、主演はエイミー・シューマーとゴールディ・ホーンが務めた。ホーンにとって、本作は『バンガー・シスターズ』（2002年）以来15年ぶりの映画出演作となった。
日本国内において本作は劇場公開されなかったが、iTunesなどでの配信が行われている。

## ストーリー
職場からも解雇され、恋人のマイケルにも振られたエミリー・ミドルトンは気分転換のためにエクアドルへ旅行に行くことにした。SNSを介して娘の苦境を知ったリンダは、実家に帰ってくるようエミリーに勧めた。言われた通りに実家に戻ったエミリーは、広場恐怖症に悩まされている弟のジェフリーと再会した。今後どうするべきか一家でを話し合ったが、なかなか良いアイデアが出てこなかった。取り敢えず、エミリーはリンダと一緒に旅行することになった。
エクアドルに到着した2人はホテルにチェックインした。そこで、エミリーはジェームズと知り合いになり、2人は交流を深めていき、ついには一夜を共にする関係になった。翌日、エミリーとリンダはジェームズと一緒に観光に出かけた。道中、ジェームズが運転するジープが覆面の男たちに襲撃された。ジェームズは何とか逃げ出せたが、エミリーとリンダが誘拐されてしまった。狭い部屋で目を覚ましたエミリーはパニックになったが、リンダによる男性向け雑誌の朗読を聞いているうちに落ち着きを取り戻した。2人は誘拐犯のリーダー、モルガドの命令で別の場所に移送されることとなった。移送中、2人は必死の思いで車から脱走し、近くを走っていたトラックに飛び乗った。その際、エイミーは移送車を運転していたモルガドの甥を撲殺してしまった。しかし、2人が勝手に飛び乗ったことに激怒した運転手は、2人をジャングルのど真ん中に置き去りにした。
ジャングル地帯にあった酒場で電話を借りることができた2人は、国防総省の職員であるモーガン・ラッセルに電話をかけた。2人の話を聞いたモーガンは「コロンビアのボゴタにあるアメリカ大使館へ向かいなさい」と言った。2人はロジャー・シモンズという名前のアメリカ人男性に会い、コロンビア行きを手助けしてもらえることになった。一安心した2人はシモンズと一緒に食事を取ったが、そこをモルガド一味に襲撃されてしまった。モルガドは甥の復讐のために2人を殺す気でいた。リンダが話術でモルガドたちの注意を引きつけている間に、エイミーは近くにあったスピアガンを手に取り、一味を脅迫した。ここで思わぬトラブルが発生した。運悪くスピアガンが発射され、モルガドのただ1人の息子がそれで命を落としたのである。3人はボートで逃げ出すことに成功したが、そのボートの操舵手は2人を追っている人間であった。間一髪それに気が付いた3人は、ボートから飛び降りるのだった。
3人はジャングルの木々をかき分けながらコロンビアへと向かうのだが、その道は極めて過酷なものであった。

## キャスト
※括弧内は日本語吹替
- エミリー・ルイーズ・ミドルトン - エイミー・シューマー（小島幸子）
- リンダ・ミドルトン - ゴールディ・ホーン（小山茉美）
- ジェフリー・ミドルトン - アイク・バリンホルツ（茶花健太）
- ルース - ワンダ・サイクス（滝沢ロコ）
- バーブ - ジョーン・キューザック（台詞なし）
- ロジャー・シモンズ - クリストファー・メローニ（宮本誉之）
- モルガド - オスカル・ハナエダ（黒田崇矢）
- モーガン・ラッセル - バシール・サラフディン
- ジェームズ - トム・ベイトマン（高橋英則）
- マイケル - ランドール・パーク
- 軍人 - トム・チョイ
- その他声の出演：鶴岡聡　品田美穂、横田大輔、堀越知恵、真木駿一

## 製作
2015年5月22日、20世紀フォックスがエイミー・シューマーを主演に迎えたコメディ映画を製作していると報じられた。ブリー・ラーソン、ミニー・ドライバー、ヴァネッサ・カービィ、ミシェル・ドッカリーらの起用が検討されていたが、最終的にシューマーが選ばれたのだという。本作の脚本を執筆するに当たって、ケイティ・ディポルドは自分と母親の関係を参考にしたと語っている。8月18日、ジョナサン・レヴィンが本作の監督候補に挙がっているとの報道があった。
2016年2月、ゴールディ・ホーンに出演オファーが出ていると報じられた。5月10日、クリストファー・メローニの出演が決まった。17日、アイク・バリンホルツが本作に出演するとの報道があった。18日、ワンダ・サイクスがキャスト入りしたと報じられた。
本作の主要撮影は2016年6月上旬にハワイで始まり、同年8月12日に終了した。12月12日、本作のタイトルが『Snatched』に決まったと報じられた。

## 興行収入
本作は『キング・アーサー』と同じ週に公開され、公開初週末に1500万ドルから2000万ドルを稼ぎ出すと予想されていた。2017年5月12日、本作は全米3501館で封切られ、公開初週末に1954万ドルを稼ぎ出し、週末興行収入ランキング初登場2位となった。

## 評価
本作に対する批評家の評価は芳しいものではない。映画批評集積サイトのRotten Tomatoesには191件のレビューがあり、批評家支持率は37%、平均点は10点満点で5.1点となっている。サイト側による批評家の見解の要約は「『クレイジー・バカンス ツイてない女たちの南国旅行』は素晴らしい才能を持った女優2人を起用しているが、彼女たちの存在を以てしても、この型にはまったコメディ映画の貧弱なプロットとつまらないネタの乱発という欠点を相殺できていない。」となっている。また、Metacriticには41件のレビューがあり、加重平均値は45/100となっている。なお、本作のCinemaScoreはBとなっている。また、この作品でゴールディ・ホーンはラジー賞 ワースト助演女優賞にノミネートされた。